# Жінки проти чоловіків (фільм)
«Жінки проти чоловіків» — комедія вийшла на екрани в 2011 році.

## Зміст
В центрі дії картини «Жінки проти чоловіків» — три історії, в кожній з яких обігруються ті чи інші недоліки жінок. Перша історія слідує за подружжям Анною і П'єро, які живуть разом вже двадцять років. Відносини в родині давно стали нудними і буденними, і, здається, що вже ніщо не може їх виправити. Однак, в результаті одного інциденту, чоловік втрачає пам'ять. Скориставшись моментом, Анна вирішує переробити його в ідеальну людину. Друга розповідь — про чоловіків, які разом грають у музичній групі. Їх другі половини, при цьому, не схвалюють такої поведінки, і героям картини «Жінки проти чоловіків» доводиться водити їх навколо пальця. Третій сюжет присвячений пластичному хірургу Марчелло і його вже колишній дружині Паоло. Пара зображає з себе щасливу сім'ю заради його мами, вісімдесятирічної, хворої жінки.

## Ролі
| Актор              | Роль |
| ------------------ | ---- |
| Сальво Фікарра     | -    |
| Валентино Піконе   | -    |
| Клаудіо Бізіо      | -    |
| Ненсі Бріллі       | -    |
| Еміліо Солфріцці   | -    |
| Серена Аутьєрі     | -    |
| Франческа Інаудит  | -    |
| Лучана Літтіззетто | -    |
| Лоренцо Чезарі     | -    |
| Уільм Де Анджеліс  | -    |

## Знімальна група
- Режисер — Фаусто Бріцці
- Сценарист — Фаусто Бріцці, Марко Мартані, Массіміліано Бруно
- Продюсер — Федеріка Лучізано, Фульвіо Лучізано, Розаріо Барбера
- Композитор — Бруно Дзамбріні